# Karl Dannemann
Karl Dannemann, também Carl Dannemann (Bremen, 22 de março de 1896 – 4 de março de 1945) foi um ator alemão da era do cinema mudo. Ele atuou em mais de 50 filmes entre 1934 e 1945.

## Filmografia selecionada
- 1933: Volldampf voraus!
- 1934: Schwarzer Jäger Johanna
- 1935: Das Mädchen Johanna
- 1941: Irgendwo in weitem Land
- 1942: Hochzeit auf Bärenhof
- 1942: Der große Schatten
- 1942: Rembrandt
- 1943: Die goldene Spinne
- 1944: Junge Adler